# Ivone Chinita
Ivone Chinita (Grândola, 1949 — Mérida, Espanha, 20 de maio de  1983) foi uma poetisa e escritora, com obra emblemática, e animadora cultural que se destacou no movimento de renovação cultural que ocorreu nos Açores nas décadas de 1960 e 1970. Foi antifascista militante, opositora ao regime do Estado Novo, dirigente dos movimentos de esquera após a Revolução dos Cravos.

## Biografia
Ivone Chinita foi agente de educação e economia familiar, tendo trabalhado como orientadora de cursos de extensão familiar em Trás–os–Montes, Alentejo e nos Açores. Nessas funções, no final da década de 1960 fixou-se em Angra do Heroísmo, trabalhando no programa de extensão familiar que então estava a ser realizado na ilha Terceira. Na cidade de Angra do Heroísmo integrou o grupo de intelectuais que nesse tempo desenvolviam uma notável intervenção sócio-cultural e literária, entre os quais o peta e animador cultural José Henrique dos Santos Barros, com quem casaria.
Antes de chegar a Angra já havia publicado nas páginas dos suplemento juvenis dos jornais A República e Diário de Lisboa. Estreou-se poeticamente com Digo Fome (Angra do Heroísmo, 1970) a que se seguiu Relatório Fragmentado (Angra do Heroísmo, 1974, prosa) e rapidamente se destacou sobretudo como escritora e poetisa. No Rádio Clube de Angra criou e manteve o programa Terreiro, destinado aos jovens ruarais. Com objectivo semelhante, coordenou a publicação no diário angrense A União de um suplemento intitulado Pedra – Documentação, estudo e crítica e outro intitulado O Terreiro (1969), página de temática agrícola voltada para a extensão rural.
A sua participação, por iniciativa de Carlos Faria, no suplemento Glacial de A União e nas atividades da Galeria Gávea foi notável, sendo durante um largo período uma das coordenadores da publicação. Ivone Chinita emprestou um particular interesse e entusiasmo na realização de uma exposição da Galeria Gávea em Grândola, sua terra natal.
Os seus escritos estão marcados por um discurso do feminino, no que isto possa significar de atenção ao universo da mulher e numa óptica de afirmação feminina perante o mundo e os seus problemas, e em que o intuito denunciador e interventivo se serve de uma linguagem directa e violenta, retoricamente despojada. Na sua obra revela uma mulher dotada de grande sensibilidade para os problemas humanos, capaz de os viver até à heroicidade do sofrimento e até à doação plena da solidariedade.
Após a Revolução dos Cravos, foi militante da BASE-FUT e colaborou no periódico O Trabalhador, que se publicou em Angra do Heroísmo em 1974 e 1975. Entretanto, no verão de 1975, na companhia do marido que era dirigente do MES – Movimento Esquerda Socialista, foi forçada a abandonar os Açores em resultado da perseguição aos intelectuais tidos como de esquerda movida por elementos ligados à extrema-direita e à corrente independentista liderada pela Frente de Libertação dos Açores. Mudou-se para Lisboa, onde se fixou a partir de 1979, e depois para Grândola, de onde era originária, aí vivendo até falecer.
Já a viver fora dos Açores, os livros que publica em 1979 e 1980, Mulher em Horas de Ponta (Lisboa, 1979, prosa) e Outra Versão da Casa (Lisboa, 1980), atestam um registo lírico e intimista mais envolvente, sem anularem a particularidade do olhar crítico que marca a sua obra. Nesse mesmo período escreveu A Espera, longo monólogo destinadode uma camponesa alentejana e que integrou a peça Tudo bem - reflexões acerca do homem novo, levada à cena em Lisboa pelo grupo de teatro A Barraca, cujo texto foi publicado na edição de 6 de janeiro de 1983 do jornal Açores, na edição de 6 de janeiro de 1983. 
Foi publicada, já postumamente, a obra Peste Malina (Lisboa, 1983), onde se reunem treze depoimentos de mulheres de diferentes estratos sociais e regiões, acompanhados de um texto da própria autora, de que ressaltam três grandes núcleos temáticos: a infância e a adolescência, a sexualidade e as transformações operadas pelo 25 de Abril na vida da mulher.
Faleceu em Mérida, Espanha, vítima de um acidente de viação, no qual também morreu o seu marido, o poeta açoriano Santos Barros, deixando duas filhas ainda crianças. Nas palavras de Carlos Faria, morreu muito jovem mulher e mãe, sem se distanciar nunca da «ingenuidade singela da adolescente sem adornos da pretensão, já embalada – depois de Abril – por todas as mais intensas visões dessa época». Na fase final da vida era funcionária de um sindicato modesto, cenário propício para a sua disponibilidade, para o seu entusiasmo poético, mescla de idealismo sem margens e de um optimismo quase maternal na autodeterminação do homem.
Ivone Chinita é lembrada na toponímia da sua terra natal, a vila de Grândola, e da vila de São Mateus da Calheta, no concelho de Angra do Heroísmo. Por iniciativa de Núcleo de Grândola da Associação José Afonso teve lugar, em junho de 2014, um tributo à poeta e militante da BASE-FUT. A homenagem, no Cine Teatro Grandolense, incluiu depoimentos de Cesário Borga, José Horta e António Chaínho e um concerto com a participação de Vítor Sarmento, Alexandre Dale e Grupo Coral Coop.

## Obras
Para além de volumosa colaboração em periódicos, é autora das seguintes monografias:
- Digo Fome. Angra do Heroísmo, Gávea-Glacial, 1970.
- Relatório Fragmentado. Angra do Heroísmo, Degrau, 1974.
- Mulher em Horas de Ponta. Lisboa, Ed. Maria da Fonte, 1979.
- Outra Versão da Casa. Lisboa, Ed. Base, 1980.
- A Espera. Açores, Ponta Delgada, edição de 6 de janeiro de 1983.
- Peste Malina. Lisboa, Ulmeiro, 1983.

Tem poemas integrados na antologia 14 Poetas de Aqui e de Agora, Angra do Heroísmo, 1972.